# Darwinovy pěnkavy
Darwinovy pěnkavy, známé též jako Galapážské pěnkavy, je skupina asi 15 druhů zpěvných ptáků. Jsou dobře známé díky pozoruhodné rozmanitosti tvarů a funkcí zobáku. Bývají často klasifikovány jako podčeleď Geospizinae nebo jako tribus Geospizini. Patří do čeledi tangarovitých a nejsou blízce příbuzné s čeledí pěnkavovitých. Nejbližším známým příbuzným Galapážských pěnkav je kubánka andská (Tiaris obscurus). Tyto obyvatele Galapážského souostroví poprvé shromáždil Charles Darwin při druhé expedici lodi HMS Beagle a následně je určil a popsal anglický ornitolog John Gould, jehož práce tak napomohla Darwinovi v přípravě evoluční teorie.
Termín „Darwinovy pěnkavy“ poprvé použil anglický ornitolog Percy Lowe v roce 1936 a roku 1947 jej v knize Darwin's Finches (Darwinovy pěnkavy) zpopularizoval britský evoluční biolog David Lack, který založil svoji analýzu na vzorcích, jež v letech 1905–1906 nasbírala Galapážská expedice Kalifornské vědecké akademie. Velikost ptáků se pohybuje v rozmezí od 10 do 20 cm a jejich hmotnost od 8 do 38 gramů. Nejmenší jsou pěnkavky rodu Certhidea, největší je pěnkavka tlustozobá (Camarhynchus crassirostris). Nejvýznamnější rozdíly mezi jednotlivými druhy jsou ve velikosti a tvaru jejich zobáků, jež jsou přizpůsobeny rozličným zdrojům potravy.

## Nový pohled
Začátkem roku 2020 byla publikována studie o vývoji tří ptačích druhů v průběhu poslední doby ledové (pleistocenní lokalita Rancho La Brea v americké Kalifornii). V průběhu několika desítek tisíc let se tyto tři druhy výrazně morfologicky nezměnily. Podle autorů odborné práce se také u „Darwinových pěnkav“ v průběhu posledních staletí nic výrazně nemění a drobné anatomické změny jsou údajně spíše jakýmisi „fluktuacemi“ v jinak stabilní morfologii v rámci postupných vývojových změn v průběhu delší doby. Krátkodobé změny v časovém horizontu zhruba do 1000 let se proto jen velmi vzácně zachovají ve fosilním záznamu.